# Bollinger B1
El Bollinger B1 es un SUV todoterreno con tracción en las cuatro ruedas anunciado por Bollinger Motors junto con una variante de camioneta, comercializada como Bollinger B2. 

## Historia
Después de la fundación de Bollinger Motors en 2014, en septiembre de 2017 se presentó un prototipo que anunciaba el primer vehículo todoterreno eléctrico de producción de la compañía. El B1 Concept tomó la forma de un vehículo de tres puertas con una silueta angular y pintura mate.
El B1 se presentó en septiembre de 2019, adoptando cambios estéticos en el aspecto de las luces, la parrilla del radiador y, sobre todo, las dimensiones de la carrocería respecto al estudio de hace dos años. El vehículo se hizo más largo, ganando no una carrocería de 3 puertas, sino de 5 puertas con una segunda fila de asientos adicional. Otro elemento característico de la apariencia del B1 es la carrocería angulosa y cruda mantenida en un diseño minimalista, que también se ha conservado en el habitáculo. El compartimiento para el transporte de artículos largos que se extiende desde el borde de la parte delantera hasta la parte trasera del automóvil fue posible colocando el sistema eléctrico longitudinalmente debajo del compartimiento de pasajeros e instalando asientos ampliamente espaciados.

## B2
Simultáneamente con el estreno de la serie B1, Bollinger también presentó una camioneta basada en ella, llamada Bollinger B2. Se distinguió por una distancia entre ejes extendida con un gran compartimento de transporte adyacente a la cabina de pasajeros de cuatro puertas y cuatro asientos.